# Liga Gaúcha de Futsal de 2017
A Liga Gaúcha de Futsal de 2017 foi a edição inaugural da Liga Gaúcha de Futsal. A final foi disputada entre CER Atlântico, de Erechim, e Assoeva, de Venâncio Aires, sendo que a equipe da Assoeva venceu a decisão nos pênaltis e foi campeã.

## Antecedentes
Os clubes participantes da edição de 2016 do Campeonato Gaúcho de Futsal - Série Ouro, se reuniram na cidade de Tapera, no mês de novembro de 2016, para fundar a Liga Gaúcha de Futsal como uma forma alternativa de disputa à Série Ouro. Além disto, participaram da reunião os dois times que conseguiram o acesso da Série Prata, formando assim os quatorze integrantes da disputa da primeira edição, em 2017. No entanto, dois clubes acabaram desistindo e a primeira edição foi disputada com doze clubes.
O representante da Associação Carlos Barbosa de Futsal (ACBF) Francis Berté foi escolhido como o presidente da primeira gestão, enquanto os representantes do CER Atlântico Elton Dalla Vecchia e da Assoeva Vianei Hammes foram aclamados os vice-presidentes. A Federação Gaúcha de Futsal (FGFS) manteve-se na realização das edições inferiores, denominadas Série Prata e Série Bronze.

## Transmissão
As únicas partidas televisionadas foram as finais entre CER Atlântico e Assoeva, que foram reproduzidas pelo canal de televisão SporTV.

## Participantes

### Equipes
Doze clubes confirmaram participação na competição. As equipes da ASTF, de Teutônia, da AGF, de Guaíba, e da ADS, de Sananduva, que possuíam o direito de disputar o campeonato, desistiram antes do seu início alegando falta de verbas financeiras, sendo que a ADS inclusive encerrou seu departamento profissional. Com isso, a equipe terceira colocada da Série Prata de 2016, a ABELC, herdou uma vaga para o torneio.
| Equipe           | Cidade              | Em 2016             | Ginásio (mando)                                | Capacidade |
| ---------------- | ------------------- | ------------------- | ---------------------------------------------- | ---------- |
| ABELC            | Boa Vista do Buricá | 3º (Série Prata)    | Ginásio São José de Boa Vista do Buricá        |            |
| ACBF             | Carlos Barbosa      | 2º                  | Centro Municipal de Eventos Sérgio Luiz Guerra | 6 500      |
| AES              | Sobradinho          | 7º                  | Ginásio da Fejão                               | 1 852      |
| ALAF             | Lajeado             | 5º                  | Complexo Esportivo da Univates                 | 4 500      |
| América          | Tapera              | 8º                  | Ginásio Poliesportivo de Tapera                | 4 000      |
| ASIF             | Ibirubá             | 4º                  | Ginásio Municipal de Ibirubá                   | 1 500      |
| Assoeva          | Venâncio Aires      | 3º                  | Ginásio Parque do Chimarrão                    | 5 000      |
| Atlântico        | Erechim             | 1º                  | Caldeirão do Galo                              | 3 000      |
| ATCEL            | Caxias do Sul       | 6º (como Juventude) | Ginásio da Mundial                             |            |
| BGF/Lojas Paludo | Bento Gonçalves     | 11º                 | Ginásio Municipal de Bento Gonçalves           | 4 000      |
| Guarany          | Espumoso            | 1º (Série Prata)    | Caldeirão do Índio                             | 1 600      |
| SASE             | Selbach             | 2º (Série Prata)    | Ginásio da Escola e Faculdade São Marcos       | 650        |

## Classificação

### Primeira fase
Os oito primeiros clubes foram classificados às quartas-de-final, enquanto os dois últimos foram rebaixados à Série Prata de 2018.
|  | Classificados para às quartas-de-final |
|  | Rebaixados                             |

| Pos | Times      | Pts | J  | V  | E | D  | GP | GC  | SG  | %     |
| --- | ---------- | --- | -- | -- | - | -- | -- | --- | --- | ----- |
| 1   | Atlântico  | 50  | 22 | 15 | 5 | 2  | 77 | 44  | 33  | 75.76 |
| 2   | Assoeva    | 47  | 22 | 15 | 2 | 5  | 68 | 35  | 33  | 71.21 |
| 3   | ACBF       | 47  | 22 | 14 | 5 | 3  | 78 | 34  | 44  | 71.21 |
| 4   | América    | 41  | 22 | 13 | 2 | 7  | 80 | 54  | 26  | 62.12 |
| 5   | ASIF       | 38  | 22 | 11 | 5 | 6  | 65 | 53  | 12  | 57.58 |
| 6   | Guarany    | 29  | 22 | 8  | 5 | 9  | 66 | 62  | 4   | 43.94 |
| 7   | ALAF       | 27  | 22 | 8  | 3 | 11 | 51 | 63  | -12 | 40.91 |
| 8   | AES        | 27  | 22 | 7  | 6 | 9  | 55 | 65  | -10 | 40.91 |
| 9   | BGF Futsal | 22  | 22 | 5  | 7 | 10 | 57 | 70  | -13 | 33.33 |
| 10  | SASE       | 20  | 22 | 6  | 2 | 14 | 52 | 75  | -23 | 30.30 |
| 11  | ABELC      | 18  | 22 | 5  | 3 | 14 | 54 | 77  | -23 | 27.27 |
| 12  | ATCEL      | 7   | 22 | 2  | 1 | 19 | 44 | 115 | -71 | 10.61 |

### Segunda fase
Em itálico, os times que possuem o mando de quadra no primeiro jogo do confronto e em negrito os times classificados.
|  | Quartas de final | Quartas de final | Quartas de final | Quartas de final |         |           | Semifinais | Semifinais | Semifinais |  |           | Final | Final | Final |
|  |                  |                  |                  |                  |         |           |            |            |            |  |           |       |       |       |
|  | 1                | Atlântico        | 4                | 6                |         |           |            |            |            |  |           |       |       |       |
|  | 8                | AES              | 1                | 0                |         |           |            |            |            |  |           |       |       |       |
|  | 8                | AES              | 1                | 0                |         | Atlântico | 4          | 3          |            |  |           |       |       |       |
|  |                  |                  |                  |                  |         | Atlântico | 4          | 3          |            |  |           |       |       |       |
|  |                  | América          | 2                | 3                |         |           |            |            |            |  |           |       |       |       |
|  | 4                | América          | 2                | 3                | América | 6         | 2 (2) (2)  |            |            |  |           |       |       |       |
|  | 4                |                  |                  |                  | América | 6         | 2 (2) (2)  |            |            |  |           |       |       |       |
|  | 5                | ASIF             | 4                | 3 (2) (0)        |         |           |            |            |            |  |           |       |       |       |
|  | 5                | ASIF             | 4                | 3 (2) (0)        |         |           |            |            |            |  | Atlântico | 1     | 6 (4) |       |
|  |                  |                  |                  |                  |         |           |            |            |            |  | Atlântico | 1     | 6 (4) |       |
|  |                  | Assoeva          | 3                | 4 (5)            |         |           |            |            |            |  |           |       |       |       |
|  | 3                | Assoeva          | 3                | 4 (5)            | ACBF    | 3         | 7 (1) (4)  |            |            |  |           |       |       |       |
|  | 3                |                  |                  |                  | ACBF    | 3         | 7 (1) (4)  |            |            |  |           |       |       |       |
|  | 6                | Guarany          | 4                | 0 (1) (3)        |         |           |            |            |            |  |           |       |       |       |
|  | 6                | Guarany          | 4                | 0 (1) (3)        |         | ACBF      | 2          | 1 (0) (1)  |            |  |           |       |       |       |
|  |                  |                  |                  |                  |         | ACBF      | 2          | 1 (0) (1)  |            |  |           |       |       |       |
|  |                  | Assoeva          | 1                | 5 (0) (2)        |         |           |            |            |            |  |           |       |       |       |
|  | 2                | Assoeva          | 1                | 5 (0) (2)        | Assoeva | 4         | 2          |            |            |  |           |       |       |       |
|  | 2                |                  |                  |                  | Assoeva | 4         | 2          |            |            |  |           |       |       |       |
|  | 7                | ALAF             | 2                | 0                |         |           |            |            |            |  |           |       |       |       |
|  | 7                | ALAF             | 2                | 0                |         |           |            |            |            |  |           |       |       |       |

### Finais

#### Primeiro jogo
| 8 de dezembro de 2017 | Assoeva                                           | 3 – 1  | Atlântico     | Poliesportivo Parque do Chimarrão, Venâncio Aires |
| 21:30                 | 6'52"' Valdin · 35' 03"' Daniel · 39' 45"' Daniel | Resumo | 39' 57"' Keké |                                                   |

#### Segundo jogo
| 14 de dezembro de 2017 | Atlântico                                                                                         | 6-4    | Assoeva                                                               | Caldeirão do Galo, Erechim |
| 21:30                  | 22'00"' Murilo · 26'35"' Murilo · 35' 37"' Murilo · 36' 46"' Nenê · 37' 28"' Boni · 37' 46"' Café | Resumo | 8'14"' Valdin · 16' 29"' Sacon · 29' 49"' Valdin · 30' 21"' Renatinho |                            |

|                             |       | Penalidades                            |  |
| Keké Café Murilo Lucas Nenê | 4 – 5 | Valdin Sacon Vágner Ygor Mota Maurício |  |

### Campeão
| Liga Gaúcha de Futsal de 2017 |
| ----------------------------- |
| Assoeva Campeão (1º título)   |

## Seleção do campeonato
Após a decisão do título entre as equipes do Atlântico e da Assoeva, a Liga Gaúcha de Futsal fez o anúncio da seleção do campeonato, englobando os melhores para cada posição, além do melhor treinador. A seleção do campeonato ficou composta com o goleiro Djony (Atlântico), fixo Silva (América), ala direto Valdin (Assoeva), ala esquerdo Renatinho (Assoeva), pivô Keké (Atlântico) e treinador Giba (Atlântico). Além disso, Murilo (Atlântico) recebeu o prêmio de melhor jogador da final, Cappa (Bento Gonçalves) o de artilheiro, e André Deko (Assoeva) o de goleiro de menos vazado da competição.